# Devitsa
Devitsa (en rus: Девица) és un poble de l'óblast de Lípetsk, a Rússia, que el 2011 tenia 1.762 habitants. Pertany al districte rural d'Úsman.